# Rechnungsmäßiger Zins
Als rechnungsmäßiger Zins wird der tatsächlich bei der Abzinsung einer Deckungsrückstellung verwendete Zinssatz bezeichnet. Auch der bei der Prämienkalkulation in der Lebensversicherung verwendete Zinssatz wird oft so bezeichnet, oder auch als Garantiezins, ebenso wie die nach § 20 EStG anzusetzenden Einkünfte aus Kapitalvermögen bei Lebensversicherungsverträgen.

## Steuerrechtliche Definition

### Vertragsabschluss bis 1994
Rechnungsmäßige Zinsen sind die Zinsen, mit denen das Deckungskapital geschäftsplanmäßig verzinst wird. Unter Deckungskapital wird das Kapital verstanden, das auf Beitragsanteile entfällt, die weder für die Risikoübernahme (biometrische Risiken wie beispielsweise Todesfallschutz, Berufsunfähigkeit) noch für Kosten verbraucht sind und verzinslich angesammelt werden.

### Vertragsabschluss seit 1994
Seit 1994 ergeben sich die rechnungsmäßigen Zinsen als Unterschiedsbetrag zwischen der Summe der Sparanteile in den Beiträgen und
- der Kapitalabfindung, wenn das Kapitalwahlrecht bei Rentenbeginn geltend gemacht wird, oder
- der versicherten Kapitalzahlung im Todesfall, wenn der Todesfall während der Aufschubfrist (Vertragsanwartschaftsphase) eintritt, oder
- dem Zeitwert der Versicherung vor Bereinigung eines evtl. Stornoabzugs (Bsp.: Kündigung oder Auflösung einer Rentenversicherung) vor Eintritt des Versicherungsfalls.

Die aus Überschussanteilen stammenden Zinsen werden steuerrechtlich als außerrechnungsmäßiger Zins bezeichnet.

### Auswirkungen
Die Auswirkungen der Unterscheidung bestehen oft lediglich in Nuancen, sind methodisch allerdings relevant.
Bei bis 1994 geschlossenen Lebens-/Rentenversicherungen erhöhte sich die aus dem Deckungskapital bestehende Prämienreserve aufgrund jeder weiteren Beitragszahlung und weiterhin der kalkulatorischen Gutschrift von rechnungsmäßigen Zinsen.
Bei danach abgeschlossenen Versicherungen werden Abschläge gebildet. Bei Kapitalabfindungen beispielsweise in Form von nicht realisierten „Vererbungsgewinnen“. Bei Kapitalzahlungen im Todesfall z. B. bereinigt sich der Unterschiedsbetrag um das „riskierte Kapital“.

## Abgrenzung zum Höchstrechnungszinssatz
Rechnungsmäßige Zinsen sind im Rahmen des § 20 EStG zu erfassen und unterliegen der Prüfung auf Kapitaleinkünfte. Liegen entsprechende Befreiungsvoraussetzungen vor (§ 20 Abs. 1 Nr. 6 EStG), sind sie in diesem Zusammenhang nicht steuerrelevant (s. 60/12-Regel).

Das Bild zeigt die Entwicklung des Höchstrechnungszinssatzes; der Garantiezins kann davon abweichen.

Anders der Höchstrechnungszinssatz. Dieser Zins, der durch die BaFin ermittelt wird, beruht auf § 2 der Deckungsrückstellungsverordnung (DeckRV), deren Ermächtigungsgrundlage das Versicherungsaufsichtsgesetz (VAG) ist. Der Höchstrechnungszins ist der Höchstwert des Zinssatzes, der für die Abzinsung der Deckungsrückstellung verwendet werden darf. Der rechnungsmäßige Zins im amtlichen Sprachgebrauch ist der tatsächlich für die Deckungsrückstellung verwendete Zins. Die oft anzutreffende Verwechslung der beiden Begriffe beruht darauf, dass beide Zinssätze zumeist gleich lauten. Deshalb ist es auch notwendig, den Begriff des Höchstrechnungszinses nicht mit dem des rechnungsmäßigen Zinses gleichzustellen. Die den rechnungsmäßigen Zins übersteigenden tatsächlichen Kapitalerträge des Versicherers werden als überrechnungsmäßige Zinsen bezeichnet. Diese Beträge gehen in die Überschussbeteiligung ein.
Der Begriff rechnungsmäßiger Zins wird auch für den bei der Kalkulation der Beiträge verwendeten Abzinsungssatz verwendet. Da sich hiermit die vom Versicherer vertraglich zugesagte Leistung, die er ggf. zuzüglich Überschussbeteiligung mindestens erbringen muss, bestimmt, wird dieser Zins umgangssprachlich auch als Garantiezins bezeichnet, auch wenn der Versicherer explizit keine bestimmte Verzinsung zusagt.

## Nachweise/Hinweise
- Stichdatum der Unterscheidung neuen/alten Rechts ist der 29. Juli 1994.
- Der Bundesminister der Finanzen IV B 4-S 2252-77/79 (BStBl. 1979 I S. 592) / Rechtslage bis 1994
- Der Bundesminister der Finanzen IV B 4-S 2252-465/88 (BStBl. 1979 I S. 592) / Rechtslage bis 1994